# Terry Envoh
Terry Envoh, né le 12 décembre 1992, est un footballeur nigérian. Il joue au poste d'attaquant avec l'équipe nigériane de Mighty Jets FC.

## Biographie

### En club
Terry Envoh commence le football au collège de « LEA Primary School Tudun Wada » où il reste 7 ans. Il est ensuite recruté par le club nigérian du Festac Sports FC où il dispute 16 matchs pour inscrire 4 buts.
En 2008, il est prêté dans le club de Mighty Jets FC.

### En équipe nationale
En 2009, Terry participe à la Coupe du monde des moins de 17 ans au Nigeria, il y dispute 7 matchs pour inscrire un but contre la Corée du Sud en quart de finale. Mais le Nigeria bute sur la Suisse en finale à domicile.

## Palmarès

### En équipe

#### En sélection nationale
- Nigeria - 17 ans
  - Coupe du monde - 17 ans
    - Finaliste : 2009.